# Erdei turbolya

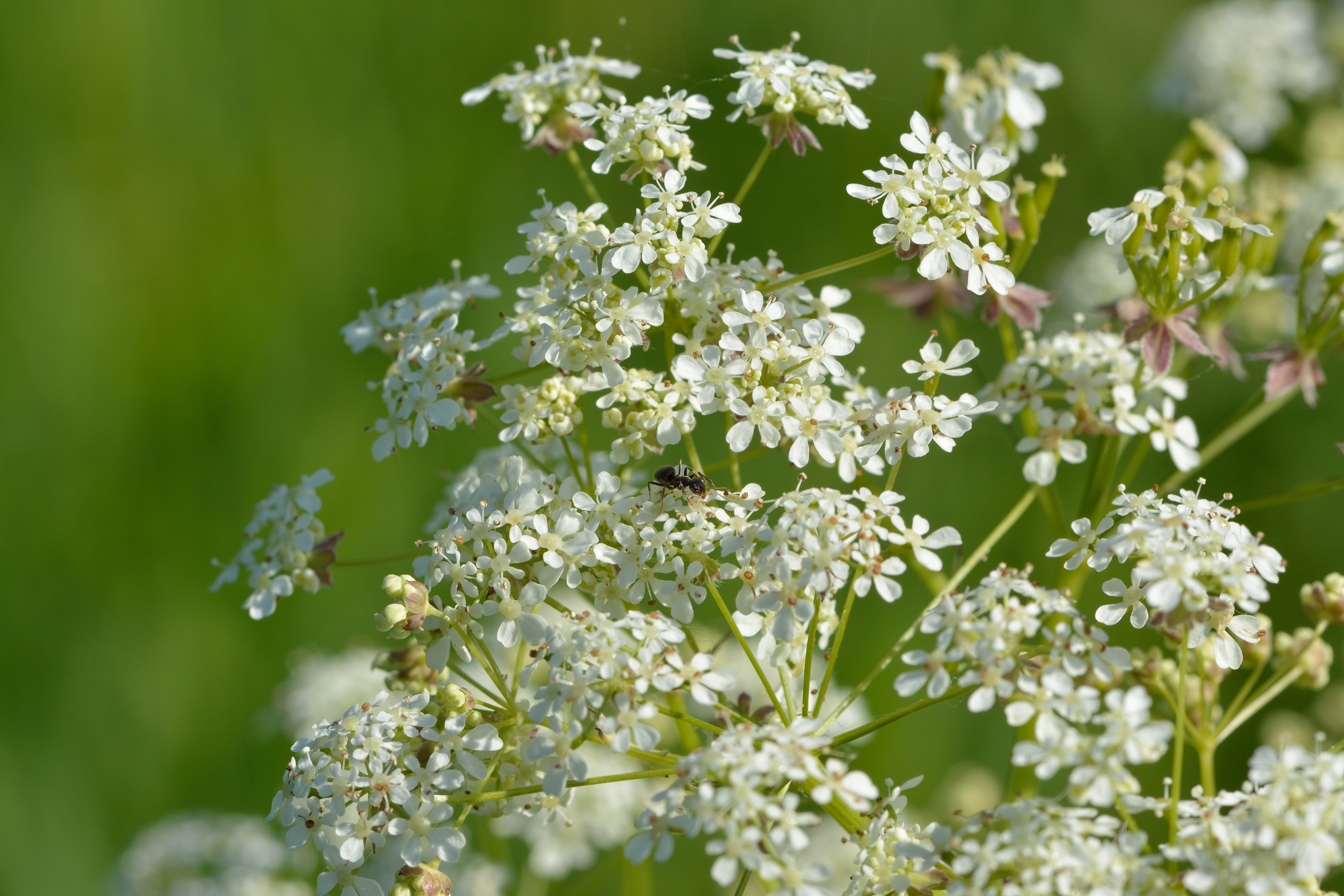

Az erdei turbolya (Anthriscus sylvestris) az zellerfélék (Apiaceae) családjába tartozó turbolya (Anthriscus) nemzetség Magyarországon is őshonos faja.

## Előfordulás
Egész Európában (1500 méterig), Nyugat-Ázsiában és Észak-Afrikában elterjedt, Magyarországon is sokfelé előfordul. A Dunántúli- és az Északi-középhegységben valamint a Dunántúlon gyakoribb, az Alföldön ritkább. Az üdébb élőhelyeket kedveli, nedvesebb erdőkben, ártereken fordul elő. A nyirkos erdei gyomtársulások (Aegopodion podagrariae) jellemző faja. Észak-Amerika egyes vidékein invazív, behurcolt gyomnövény.

## Jellemzők

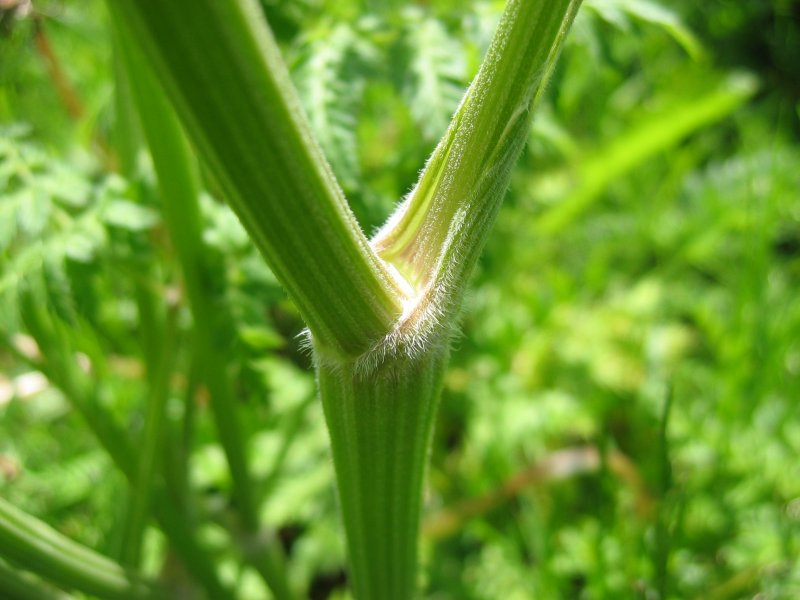
A levélnyél kiszélesedő

60– 150 cm magas, olykor csak kétéves, de általában évelő növény. Szétmorzsolva aromás illatú. A virágzat 8-16 sugarú összetett ernyő. A gallérlevelek legtöbbször hiányoznak, a gallérkalevelek pillásak. A szár alsó része szőrös. A levelek háromszorosan szárnyaltak, a levélnyél hüvelyszerűen kiszélesedő. Tőlevelei hosszabbak a szélességüknél, a harmadrendű levélkék is tövig szeldeltek. A legalsó levélke sokkal kisebb, mint a levél többi része. Termése 7–10 mm hosszú ikerkaszat. Áprilistól júniusig virágzik.

## Hasonló fajok
A hasonlóan aromás illatú zamatos turbolya (A. cerefolium) egyéves növény, levelei nem hosszabbak a szélességüknél és a legalsó levélke majdnem akkora, mint a levél többi része. A havasi turbolya (A. nitida) virágzatában a szélső szirmok nagyobbak a többieknél.
Könnyen összetéveszthető még a mérgező ádázzal (Aethusa cynapium) és a szintén mérgező foltos bürökkel (Conium maculatum).